# Jean Shiley
Jean Marie Shiley (ur. 20 listopada 1911 w Harrisburgu, zm. 11 marca 1998 w Los Angeles) – amerykańska lekkoatletka specjalizująca się w skoku wzwyż, dwukrotna uczestniczka letnich igrzysk olimpijskich (Amsterdam 1928, Los Angeles 1932), złota medalistka olimpijska z Los Angeles w skoku wzwyż. 

## Sukcesy sportowe
- pięciokrotna medalistka mistrzostw Stanów Zjednoczonych w skoku wzwyż – czterokrotnie złota (1929, 1930, 1931, 1932) oraz srebrna (1928)[1]
- czterokrotna halowa mistrzyni Stanów Zjednoczonych w skoku wzwyż – 1929, 1930, 1931, 1932[2]

| Rok  | Miasto      | Zawody               | Konkurencja | Wynik       |
| ---- | ----------- | -------------------- | ----------- | ----------- |
| 1928 | Amsterdam   | Igrzyska olimpijskie | skok wzwyż  | 4. miejsce  |
| 1932 | Los Angeles | Igrzyska olimpijskie | skok wzwyż  | złoty medal |

## Rekordy życiowe
- skok wzwyż – 1,65 (1932)